# MHS Aviation
MHS Aviation Berhad (có tên thương mại là MHS Aviation) là một hãng hàng không hoạt động không theo lịch trình của Malaysia. Hoạt động của hãng chủ yếu tập trung phục vụ cho công nghiệp dầu khí, bằng việc chuyên chở nhân sự đến các giàn khoan bằng máy bay trực thăng. Các khách hàng chính của hãng là Petronas, Shell, ExxonMobil và các công ty khác. Ngoài Malaysia, hãng cũng hoạt đông ở Mauritanie và Đông Timor. Đây là công ty máy bay trực thăng lớn nhất trên cung cấp dịch vụ dầu khí ngoài khơi ở Malaysia, chiếm 70% thị phần. MHS Aviation là một công ty con của Boustead Group.

## Đội bay
- Eurocopter EC225 (EC225LP)
- Eurocopter AS365 Dauphin (AS365N2)
- Eurocopter AS332 Super Puma (hãng sử dụng phiên bản AS332L1 và AS332L2)
- Sikorsky S-76
- Eurocopter AS355 Ecureuil (AS355F2)
- Beechcraft 1900D

### Đội bay trước đây
- Sikorsky S-61 (nghỉ hưu)